# Григоренко В'ячеслав Миколайович
В'ячесла́в Микола́йович Григоренко — український лікар–уролог вищої категорії, доктор медичних наук.

## З життєпису
Місце роботи — Інститут урології.
2011 року здобув вчений ступінь доктора медичних наук.
Серед робіт: «Нові імуногістохімічні маркери раку передміхурової залози в прогнозуванні виникнення біохімічного рецидиву після радикальної простатектомії», 2014, співавтори С. В. Базалицька, М. В. Вікарчук, Р. О. Данилець, С. М. Межерицький, А. М. Романенко, Н. О. Сайдакова.
Серед патентів:
- «Спосіб радіонуклідно-медикаментозної терапії хворих на рак передміхурової залози з множинними метастазами в скелет із застосуванням 153sm-оксабіфору», 2017, співавтори Волков Сергій Сергійович, Мечев Дмитро Сергійович, Северин Юлія Петрівна, Щербіна Олег Володимирович
- «Спосіб прогнозування перебігу клінічно місцево-розповсюдженого раку передміхурової залози», 2017, співавтори Вікарчук Марк Володимирович, Данилець Ростислав Олегович, Шуляк Олександр Владиславович.